# William E. English

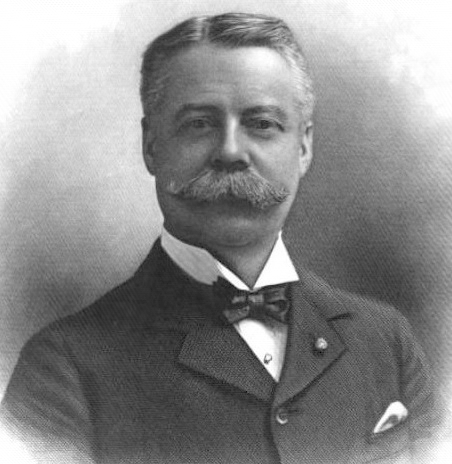
William E. English, 1899

William Eastin English (* 3. November 1850 bei Lexington, Scott County, Indiana; † 29. April 1926 in Indianapolis, Indiana) war ein US-amerikanischer Politiker. In den Jahren 1884 und 1885 vertrat er den Bundesstaat Indiana im US-Repräsentantenhaus.

## Leben
William English war der Sohn des Kongressabgeordneten William Hayden English (1822–1896), der zwischen 1853 und 1861 ebenfalls für den Staat Indiana im US-Repräsentantenhaus saß und 1880 demokratischer Kandidat für die Vizepräsidentschaft war. Der jüngere English besuchte öffentliche und private Schulen. Seit 1865 lebte er in Indianapolis. Nach einem anschließenden Jurastudium an der späteren Butler University und seiner im Jahr 1873 erfolgten Zulassung als Rechtsanwalt begann er in Indianapolis in diesem Beruf zu arbeiten. Gleichzeitig schlug er als Mitglied der Demokratischen Partei eine politische Laufbahn ein. Im Jahr 1880 wurde er in das Repräsentantenhaus von Indiana gewählt.
Bei den Kongresswahlen des Jahres 1882 unterlag English dem Amtsinhaber Stanton J. Peelle von der Republikanischen Partei. Er legte aber gegen den Wahlausgang Widerspruch ein. Nachdem diesem am 22. Mai 1884 stattgegeben worden war, konnte er an diesem Tag sein Mandat im Kongress antreten. Da er bei den regulären Wahlen des Jahres 1884 auf eine weitere Kandidatur verzichtete, konnte er bis zum 3. März 1885 nur die laufende Legislaturperiode beenden.
Nach seinem Ausscheiden aus dem US-Repräsentantenhaus nahm English seine Anwaltstätigkeit wieder auf. In den Jahren 1892 und 1896 war er Delegierter zu den Democratic National Conventions. Während des Spanisch-Amerikanischen Krieges von 1898 war English Hauptmann im Stab von General Joseph Wheeler. Im Jahr 1900 wechselte er zur Republikanischen Partei – wegen deren strikterer Haltung in der Frage von Schutzzöllen. Im Juni 1916 war er Delegierter zur Republican National Convention in Chicago, auf der Charles Evans Hughes als Präsidentschaftskandidat nominiert wurde. Von 1916 bis zu seinem Tod gehörte William English dem Senat von Indiana an. Er starb am 29. April 1926 in Indianapolis, wo er auch beigesetzt wurde.